# Peanovîci, Sambir
Peanovîci (în ucraineană П'яновичі) este localitatea de reședință a comunei Peanovîci din raionul Sambir, regiunea Liov, Ucraina.

## Demografie
Componența lingvistică a localității Peanovîci
     Ucraineană (99,53%)
Conform recensământului din 2001, majoritatea populației localității Peanovîci era vorbitoare de ucraineană (99,53%), existând în minoritate și vorbitori de alte limbi.